# 욧카이치 아스나로 철도 우쓰베선
우쓰베 선(일본어: 内部線)은 전 구간이 미에현 욧카이치시에 있으며, 아스나로욧카이치 역부터 우쓰베 역까지를 잇는 욧카이치 아스나로 철도의 철도 노선이다.

## 개요
이 노선은 762mm 궤간으로 건설되어 현재도 건설 당시의 궤간을 유지한 채 운행되고 있으며, 이 노선의 히나가 역에서 하치오지 선이 분기된다.
1965년 4월부터 긴키 닛폰 철도에서 운영하고 있었지만, 2015년 4월부터 욧카이치시에서 노선과 차량을 이관받아 소유하고 긴키 닛폰 철도와 욧카이치 시가 공동으로 출자해 설립한 욧카이치 아스나로 철도가 노선 및 차량을 무상으로 대여받아 운영한다.

## 노선 정보
- 노선 거리 (영업 거리) : 5.7 km
- 궤간 : 762mm
- 역 수 : 8역 (기종점역 포함)
- 복선화 구간 : 없음 (전 구간 단선)
- 전철화 구간 : 전 구간 전철화 (직류 750V)
- 폐색 방식 : 자동 폐색식

전 구간, 나고야 수송 총괄부의 관할이다.

## 역사
- 1911년 12월 28일 : 미에 궤도 설립
- 1912년 10월 6일 : 히나가 - 미나미하마다(폐역) 간 개통
- 1913년 5월 16일 : 스와마에(폐역) -미나미하마다 간 개통
- 1915년 12월 25일 : 욧카이치 - 스와마에 간 개통
- 1922년
  - 1월 10일 : 히나가 - 오고소 간 개통
  - 6월 21일 : 오고소 - 우쓰베 간 개통
- 1965년 4월 1일 : 긴키 닛폰 철도로 이관
- 2012년 8월 21일 : 긴키 닛폰 철도가 지역 주민 간담회에서 우쓰베 · 하치오지 선 폐지 및 BRT화 발표
- 2013년 9월 27일 : 긴키 닛폰 철도와 욧카이치시 간 노선 존속 합의
- 2014년 3월 27일 : 욧카이치 아스나로 철도 설립
- 2015년 4월 1일 : 욧카이치 아스나로 철도로 노선 이관

## 역 목록
| 역명             | 일어 역명        | 로마자 역명        | 역간 거리 | 누계 거리 | 접속 노선                              |
| ---------------- | ---------------- | ------------------ | --------- | --------- | -------------------------------------- |
| 아스나로욧카이치 | あすなろう四日市 | Asunarou YOKKAICHI | -         | 0.0       | 긴키 닛폰 철도 나고야 선 · 유노야마 선 |
| 아카호리         | 赤堀             | AKAHORI            | 1.0       | 1.0       |                                        |
| 히나가           | 日永             | HINAGA             | 0.8       | 1.8       | 욧카이치 아스나로 철도 하치오지 선     |
| 미나미히나가     | 南日永           | MINAMI-HINAGA      | 0.7       | 2.5       |                                        |
| 도마리           | 泊               | TOMARI             | 1.1       | 3.6       |                                        |
| 오이와케         | 追分             | OIWAKE             | 0.7       | 4.3       |                                        |
| 오고소           | 小古曽           | OGOSO              | 0.7       | 5.0       |                                        |
| 우쓰베           | 内部             | UTSUBE             | 0.7       | 5.7       |                                        |